# Алексеј Балабанов
Алексеј Октјабринович Балабанов (рус. Алексе́й Октябри́нович Балаба́нов) (25. фебруара  1959. у Свердловску, СССР — 18. маја 2013. у Сестрорецку, Санкт-Петербург, Русија) — совјетски и руски режисер, сценариста и продуцент. Члан Европске филмсе академије. Један од оснивача филмске компаније СТВ. Аутор филмова Брат и Брат 2, као и других познатих остварења, међу којима су «Война», «Жмурки», «Мне не больно», «Груз 200», «Морфий», «Кочегар» и «Я тоже хочу». Добитник је награде Ника за режију филма «Про уродов и людей».

## Биографија
Балабанов је рођен 25 фебруара 1959. године у Свердловску. Отац Октјабрин Сергејевич (рус. Октябрин Сергеевич) по професији био је новинар и филмски сценариста. Мајка Инга Александровна по професији је била доктор медицинских наука и професор.
Основну и средњу школу Балабанов је завршио у Свердловску. Више образовање стекао је на факултету за преводиоце педагошког института за стране језике (рус. Горьковский педагогический институт иностранных языков) у Њижњем Новгороду.

## Породица
Балабанов има два брака иза себе:
- Са првом супругом Ирином има сина Фјодора (рус. Фёдор Алексеевич Балабанов)
- Са другом супругом Надеждом (рус. Надежда Александровна Васильева) има сина Петра (рус. Пётр Алексеевич Балабанов)

## Филмографија

### Радња и теме филмова
Радња већине Балабанових филмова одиграва се у Русији крајем осамдесетих и почетком деведесетих година 20 века. 
Протагонисти филмова су често аутсајдери, са маргина друштва који трагају за својим местом у друштву.
| Година | Тип            | Назив                                    | Улога                         |
| ------ | -------------- | ---------------------------------------- | ----------------------------- |
| 1987   | краткометражни | Раньше было другое время                 | режисер и сценариста          |
| 1988   | краткометражни | У меня нет друга, или One step beyond    | режисер и сценариста          |
| 1989   | краткометражни | Настя и Егор                             | режисер и сценариста          |
| 1989   | документарни   | О воздушном летании в России             | режисер                       |
| 1991   | филм           | Счастливые дни                           | режисер и сценариста          |
| 1991   | филм           | Пограничный конфликт                     | сценариста                    |
| 1994   | филм           | Замок                                    | режисер и сценариста          |
| 1994   | филм           | Откровения незнакомцу                    | продуцент                     |
| 1995   | краткометражни | Трофимъ (део омбибуса «Прибытие поезда») | режисер, сценариста и глумац  |
| 1995   | документарни   | Сергей Эйзенштейн. Автобиография         | продюсер                      |
| 1997   | филм           | Брат                                     | режисер и сценариста          |
| 1998   | филм           | Про уродов и людей                       | режисер и сценариста          |
| 2000   | филм           | Брат 2                                   | режисер, сценариста и глумац  |
| 2002   | филм           | Война                                    | режисер и сценариста          |
| 2002   | краткометражни | Река (незавршен)                         | режисер, сценариста и наратор |
| 2005   | филм           | Жмурки                                   | режисер и сценариста          |
| 2006   | филм           | Мне не больно                            | режисер                       |
| 2007   | филм           | Груз 200                                 | режисер и сценариста          |
| 2008   | филм           | Морфий                                   | режисер                       |
| 2010   | филм           | Кочегар                                  | режисер и сценариста          |
| 2012   | филм           | Я тоже хочу                              | режисер, сценариста и глумац  |